# Literair tijdschrift
Een literair tijdschrift is een tijdschrift dat zich geheel of gedeeltelijk toelegt op berichtgeving over literatuur. Aan de letteren gewijde tijdschriften zijn sinds de 18e eeuw een podium voor nieuw talent onder schrijvers en dichters om een geïnteresseerd en deskundig publiek te bereiken. Niet zelden is de samenstelling en redactie in handen van gevestigde schrijvers. Terugkerende genres zijn het korte verhaal, poëzie, literaire kritieken, essays, polemieken en beschrijvingen van tentoonstellingen, lezingen, prijsuitreikingen en andere culturele actualiteiten. Er kan veel plaats zijn ingeruimd voor briefwisselingen. Ook de eerste wetenschappelijke tijdschriften, waarin 17e- en 18e-eeuwse onderzoekers hun resultaten deelden, zijn voortgekomen uit de brief.

## Geschiedenis

### Nederland

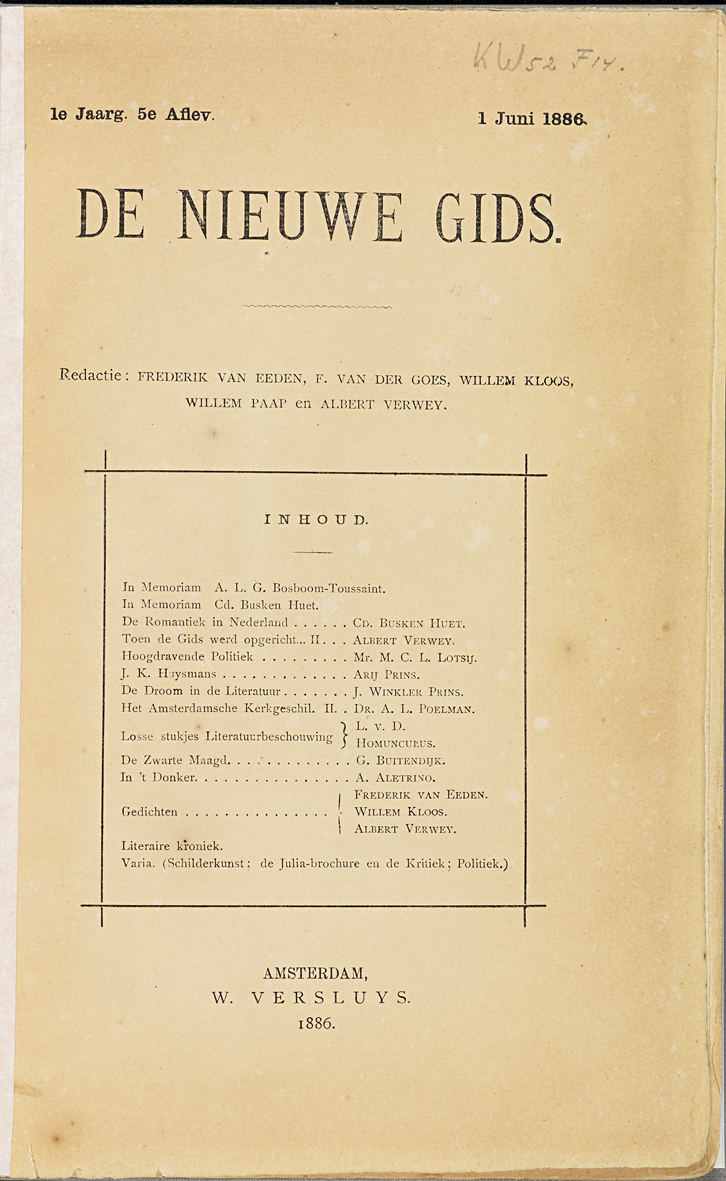
De Nieuwe Gids, een Nederlands literair tijdschrift

Vaderlandsche Letteroefeningen was het eerste literaire tijdschrift in de Nederlanden. Dit blad werd in 1761 opgericht door de doopsgezinde predikant Cornelis Loosjes en uitgegeven door A. van der Kroe te Amsterdam. Het bestond langer dan een eeuw en ook nazaten van Loosjes hebben de redactie gevoerd.
Een tegenhanger kwam er pas in 1837: De Gids, opgericht door Potgieter en Robidé van der Aa voor "Nieuwe Vaderlandsche Letteroefeningen" en "Boekbeoordeelingen".
De Nieuwe Gids verscheen als reactie voor het eerst in 1885 en ontwikkelde zich tot de spreekbuis van de Beweging van Tachtig. Vele schrijvers beleefden hun debuut in een literair periodiek, bijvoorbeeld Nescio met De uitvreter in 1911 in De Gids. Sommige uitgaven bestonden slechts enkele jaren, maar droegen aanzienlijk bij aan de verdere ontwikkeling van de literatuur en het lezen in het algemeen. Het tijdschrift Merlyn van Kees Fens heeft bijvoorbeeld maar van 1962 tot 1969 bestaan, maar is wel belangrijk geweest voor de verbreiding van close reading in Nederland. Sommige richten zich op een deelgebied, zoals Tiecelijn, dat is gespecialiseerd in de studie van het middeleeuwse gedicht Van den vos Reynaerde. De verschijningsfrequentie is doorgaans lager dan maandbladen, veelal eens per kwartaal.

### Andere landen
Het oudste bestaande Amerikaanse tijdschrift is de North American Review, begonnen in Boston in 1815. Maar omdat het in 1940 werd opgeheven en in 1964 heropgericht, bestaat de Yale Review, gesticht in 1819, toch langer. Een van de grootste Engelstalige literary magazines is de Paris Review, opgericht in Parijs in 1953. Schrijvers als Philip Roth en V.S. Naipaul debuteerden hierin. Het Duitstalige tijdschrift Sinn und Form, opgericht in Oost-Berlijn in 1949, wordt in heel Europa veel gelezen. Sinds de opkomst van het internet zijn er ook online literaire tijdschriften verschenen.

## Voorbeelden
Voorbeelden van Nederlandse en Vlaamse literaire tijdschriften zijn:

### Historisch
- Barbarber, 1958–1971
- De Beweging, 1905–1919
- De Brakke Hond, 1983–2012
- Bzzlletin, 1972–2004
- Criterium, 1940–1942, 1945–1948
- De Tweede Ronde, 1980-2009 (opgevolgd door KortVerhaal)
- Den Gulden Winckel, 1902-1942
- Diogenes, 1984-1992
- Elsevier's Geïllustreerd Maandschrift, 1891-1940
- Extaze, 2011-2019
- Forum, 1932–1935
- Freespace Nieuwzuid, 1999–2008
- Gard Sivik, 1955–1964
- Gedicht, 1974–1976
- De Gemeenschap, 1925–1941
- Hjir, Friestalig tijdschrift, 1972–2009
- Iduna, het eerste Friestalige literaire tijdschrift, 1845–1871
- KortVerhaal, 2010-2013
- Kreatief, 1966–2003
- De Litteraire Gids, 1926–1940
- Maatstaf (tijdschrift), 1953–1999
- Merlyn, 1962–1966
- Het Moment, 1986–1988, vanaf 2013 online
- Nederlandsche Dicht- en Kunsthalle, 1878–1897
- De Nederlandsche Spectator, 1856–1908
- De Nieuwe Gids, 1885–1943
- De Nieuwe Stijl, 1965–1966
- Nieuw Vlaams Tijdschrift, 1946–1983
- Nieuw Wereldtijdschrift, 1984–1997
- Noachs kat, 1999–2008
- Parmentier, 1989–2012
- Randstad, 1961–1969
- Raster, 1967–1972, 1977–2008
- Rottend staal, 1995–2003
- Ruimte, 1920–1931
- De Stem, 1921–1941
- Tijd en Mens, 1949–1955
- De Titaan, 2014–2016
- Tortuca, 1996–2017
- Vaderlandsche Letteroefeningen, 1761–1876
- Van Nu en Straks, 1893–1894, 1896–1901
- Vormen, 1936–1940
- De Vrije Bladen, 1924–1949
- Yang, 1964–2008

### Bestaand

#### Algemeen
- Armada, tijdschrift voor wereldliteratuur
- Awater, poëzietijdschrift sinds 2001
- Ballustrada, sinds 1986
- Blue-turns-grey, sinds 2005, online tijdschrift
- Brabant Literair, sinds 1998. Vanaf 2005 ondergebracht bij Brabant Cultureel
- Caraïbisch Uitzicht, van de Werkgroep Caraïbische Letteren (een zelfstandige werkgemeenschap binnen de Maatschappij der Nederlandse Letterkunde), sinds 2006, online tijdschrift
- Deus ex machina, sinds 1976
- Dichter. Gedichten voor kinderen van 6 tot 106 jaar, Vlaams poëzietijdschrift
- Dietsche Warande & Belfort, sinds 1900
- De Gids, sinds 1837
- Gierik & Nieuw Vlaams Tijdschrift. Gierik verschijnt sinds 1983
- De God van Nederland, sinds 2011
- Flemish Review de la Poëzie, sinds 2023
- Hollands Maandblad, sinds 1959
- Indische Letteren, sinds 1986
- Kluger Hans, sinds 2009
- Krakatau, poëzietijdschrift, weblog sinds 2009
- Lava literair, sinds 2012
- Liter, sinds 1998
- Het liegend konijn, sinds 2003
- Das Magazin, 2011-2018
- nY, sinds 2009
- Ons Erfdeel, sinds 1957
- Ooteoote, online vanaf 2011
- Op Ruwe Planken, sinds 2001
- De Parelduiker, sinds 1996
- Plebs, sinds 2004
- Poëziekrant, sinds 1976
- De Reactor, online sinds 2009
- De Revisor, sinds 1974
- Roet, voornamelijk Drents en Nederlands, sinds 1979
- Samplekanon, sinds 2012
- Sintel tijdschrift, sinds 2015
- SKUT, sinds 2015
- Terras, sinds 2011
- Tijdschrift Landauer, sinds 2020, online tijdschrift
- Tirade, sinds 1957
- Tzum, sinds 1998, online tijdschrift
- De zingende zaag, sinds 1989

#### Gespecialiseerd
- Hermans-magazine, 1994-2011, per kwartaal
- Tiecelijn, sinds 1988, over Van den vos Reynaerde
- Vestdijkkroniek, sinds 1972
- Zacht lawijd, over negentiende- en twintigste-eeuwse literatuur in Vlaanderen en Nederland

#### Fries
- De Moanne, sinds 2003
- Ensafh, sinds 2009